# Zangrulf
Zangrulf fut un noble lombard d'Italie du Nord de la seconde moitié du VIe siècle qui semble avoir eu une certaine importance et influence. 

## Biographie
« Dux » de la cité de Vérone (Zangrulfum Veronensium; Zangrulf de Vérone en latin), appartenant probablement à la haute noblesse lombarde païenne ou arienne, Zangrulf complota dans les années 590 contre le roi Agilulf avec quelques autres nobles comme les ducs Warnecaut de Pavie, Gaidulf de Bergame, Wulfari de Trévise ou encore Mimulf de l'Île Saint-Jules (sur le Lac d'Orta), qui projetèrent d'organiser un coup d'État dans le but de le renverser. 
Cherchant à capturer Agilulf et sa femme Théodelinde et à assurer le pouvoir, il rentra dans la cité de Ticinum par la porte Saint-Jean, la même par laquelle Alboïn était entré dans la cité soumise, et se dirigea vers le palais royal. Le complot éventé à temps provoqua un violent combat entre Lombards à l'intérieur même de la cité. 
Cependant nous ne savons pas si Agilulf quitta la cité à temps pour revenir avec une armée ou s'il resta à l'intérieur, se contentant de sa garde personnelle. Ce qui est certain c'est que Zangrulf et ses complices échouèrent. Agilulf parvint à prendre le dessus et Zangrulf fut capturé. Il fut tué peu après, par le roi en personne ou exécuté (vers 594). 

## Sources
- Origo gentis Langobardorum, VIIe siècle.
- Paul Diacre, Histoire des Lombards, fin du VIIIe siècle.
- (it) sur Cronologia (Histoire de l'Italie)
- (it) Idem
- (en) Italy Kings : Agilolf (590-615)
- (la) Historia Langobardorum - Liber IV